# Викидень
Викидень (англ. Miscarriage) або спонтанний (мимовільний) аборт — патологічне переривання вагітності без зовнішніх втручань на терміні до 28 (за рекомендацією ВООЗ — 22) тижнів внаслідок наявних хвороб вагітної, резус-конфлікту, токсикозу, авітамінозу чи травми. Викидні стаються в приблизно 30 %—40 % вагітностей. При розвитку маткової кровотечі потребують термінового лікарського втручання (вишкрібання порожнини матки).
Під час викидня ембріон або плід, оточений амніотичною рідиною і плодовими оболонками, відшаровується від стінки матки і під впливом скорочень її мускулатури виганяється з порожнини матки.

## Причини
Якщо викидень неодноразово повторюється, його називають звичним (він найчастіше пов'язаний із розладом діяльності ендокринних залоз).
| Пов'язані з репродуктивною системою та перебігом вагітності | Пов'язані з нерепродуктивним здоров'ям жінки |
| --- | --- |
| - недорозвиток, запалення і пухлини репродуктивних органів жінки, - порушення функції яєчників, - перенесені запальні захворювання жіночих репродуктивних органів, - несумісність крові вагітної і плоду (резус-конфлікт), - важкий токсикоз вагітності (особливо в другій половині вагітності), - підвищена нервова збудливість матки або міхуровий занесок, - у ряді випадків викидень провокують операції на матці, перенесені в минулому (в тому числі недбало виконані хірургічні аборти). | - захворювання життєво-важливих органів жінки: серця, судин, печінки, нирок, - інфекційні та паразитарні захворювання (зокрема грип, токсоплазмоз), - гострі (грип, тиф, малярія, сифіліс) й хронічні захворювання жінки, - тривалий вплив шкідливих факторів довкілля (іонізуюче випромінювання, токсичні випари). - авітамінози та токсикози, - фізична або психологічна травма. |

## Перебіг
За перебігом розрізняють:
- загрозливий ранній викидень (виникають перші ознаки можливого переривання вагітності);
- викидень, що власне починається (з'являються переймоподібні болі внизу живота і в попереку, наростаючі кров'янисті виділення з вагіни).

Якщо викидню запобігти не вдалося, то скорочення матки (перейми) посилюються, виникає кровотеча і матка виштовхує плодовий міхур:
- цілком (повний аборт);
- частково (неповний аборт): рештки плодового міхура залишаються в матці через ослаблення переймів або надмірно міцне прикріплення оболонок плоду до її стінки. Супроводжується матковою кровотечею і потребує термінового лікарського втручання (вискоблювання порожнини матки).